# Royal Botanic Gardens, Hope

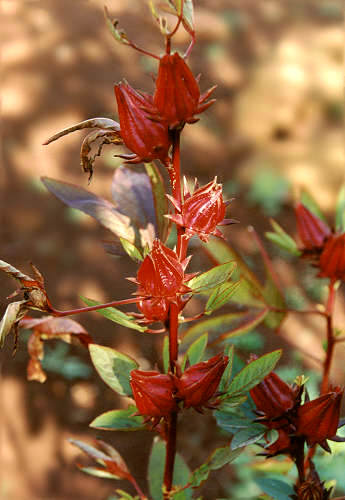
Frutos de Hibiscus sabdariffa, planta de la Flora de Jamaica.

El Real Jardín Botánico, Esperanza (en inglés : Royal Botanic Gardens, Hope) es un jardín botánico de un zoológico de unos 230 acres de extensión en Kingston, Jamaica. El jardín y el Zoo están administrados por la asociación sin ánimo de lucro « Nature Preservation Foundation », que comenzó su periodo adjudicado de 49 años el 16, de mayo de 2005. Su código de reconocimiento internacional como institución botánica, así como las siglas de su herbario es HOPE.

## Localización
Royal Botanic Gardens, Hope Old Hope Road, Kingston, Jamaica.17°59′33.7194″N 76°47′31.2″O / 17.992699833, -76.792000

## Historia
Los "Hope Gardens", de Kingston, en Jamaica, fueron creados entre finales de la década de 1870 e inicios de la década de 1880 en unos 200 acres de tierra. Las actividades originales incluyeron cultivos de prueba para la introducción y cosecha de nuevas plantas. Los cultivos de cosecha tales como la piña, cacao, café, y tabaco fueron introducidas en la isla a través de los jardines. 
Los jardines formales fueron establecidos en unos 60 acres de la finca del jardín. La ayuda del Real Jardín Botánico de Kew, Inglaterra, y sus equipos de trabajadores, fueron fundamentales en el establecimiento del jardín. Los jardines de la esperanza se convirtieron en el hogar de muchas especies exóticas, así como muchas plantas endémicas.
Durante la visita de la reina Elizabeth II en 1953, la reina estuvo tan satisfecha con el estado de los jardines que dio su permiso para que fueran conocidos como los jardines botánicos reales, esperanza.
Desgraciadamente a causa de desastres naturales tales como los huracanes (de los cuales el Huracán Gilbert ha sido uno de los principales desastres), del abastecimiento de agua pobre, de la mala gerencia, y del vandalismo, los jardines entraron en un período de declive que ha dado lugar a la desaparición de mucha de su vida vegetal y atractivos. El parque zoológico, la charca de los lírios de agua, y el laberinto están entre las pocas características que todavía existen en unas condiciones adecuadas.
Afortunadamente el jardín de la Esperanza desde el año 1996 se encuentra en proceso de reparación gracias a la ayuda de organizaciones tales como la « Orchid Society of Jamaica » , la « Hope Pastures Citizens Association », y el "Ministerio de Agricultura.

## Colecciones
Enfoca su contenido en plantas endémicas de la isla, alberga algunos de sus árboles endémicos tales como, logwood (Haematoxylon Campeachianum (Lin.,) lignum-vitae (Guaiacum officinale), cedro (Cedrela odorata), Caoba de las Indias Occidentales (Swietenia mahagoni), mahoe (Hibiscus elatus), yacca
(Podocarpus urbanii), satin-wood (Zanthoxylum flavum), y cashaw (Vachellia farnesiana).
- Plantas de frutos tropicales
- Plantas de cultivo para cosecha
- Horticultura de plantas Xerofíticas y banco de germoplasma de Palmas, con 47 especies de palmas.
- Herbario